# Frank RG
Frank RG (осн. в 2008 г., до 2018 года Frank Research Group) — аналитическая консалтинговая компания, эксперт в области исследований конкурентной среды российского рынка финансовых услуг. Компания ежегодно вручает премии банкам и финансовым компаниям, а также ведет собственное деловое СМИ о российской экономике Frank Media (с 2018 г.).

## История

### Становление и развитие
Компания Frank RG была основана в 2008 году Юрием Грибановым и Сергеем Земелькиным. Первым заказом новой компании исследование рынка кредитов наличными для ВТБ 24. Изначально команда анализировала рынок банковских услуг на основе собственного ежемесячного анкетирования банков (репрезентативный пул с суммарной долей более 70 %), брала данные из МСФО- и РСБУ-отчётности, а также официальной статистики Центробанка и Росстата. В 2014 году эти данные легли в основу мобильного приложения «Банковская аналитика», показывающего интерактивную статистику по всем российским банкам, которое компания выпустила совместно с Qlik.
В августе 2023 года Frank RG подписало партнёрство с консалтинговой компанией Axenix, специализирующейся на интеллектуальных банковских системах, чтобы осуществлять совместный стратегический консалтинг.

### Направления работы
Исследования Frank RG проходят на нескольких уровнях. Первый — регулярный мониторинг рынка (бенчмарки). Второй — детальный анализ отдельных финансовых сегментов, а также масштабное исследование «360 градусов», которое проводится раз в год и объединяет различные типы исследований (бенчмарки, анкетирование клиентов, фокус-группы, тайные покупки, тестирование сервисов, удобство клиентского пути, кабинетные исследования и многое другое. Третий уровень — индивидуальные исследования неочевидных сегментов, например, сектора благотворительности.
Компания ведёт регулярный мониторинг ставок по вкладам, кредитам и накопительным счетам, фактических ставок по ипотеке и объёмов ипотечных портфелей (до 2023 года совместно с «Дом.рф»), анализ банковской розницы, предложения для малого и среднего бизнеса (МСБ), автокредиты и автофинансирование (совместно с «Автостат»), денежные переводы, в том числе переводы за рубеж на основании отчётов национальных банков.
По результатам исследования «360 градусов» компания ежегодно награждает российские финансовые организации премией Frank Award в разных сегментах. Так, в 2016 компания вручала Frank Banking Loyalty Award за лучшие программы лояльности, в 2018-м сравнивала сравнивала между собой российские банки, мобильные операторы, электронные кошельки и других участников рынка денежных переводов между физическими лицами и награждала победителей премией Frank Payments Market Award. На 2023 год компания выдаёт десяток премий, каждая из которых имеет несколько номинаций. В частности, среди них есть такие сегменты финансового рынка:
- Private Banking (вручалась в 2015, 2017—2021, 2023) — оценка банков, предлагающих частное обслуживание клиентам с состоянием от $1 млн[15][16].
- Premium Banking (2015—2016, 2018—2023) — рейтинг банков сегмента премиального обслуживания[17][18][19].
- Credit Cards (2017—2022) вручается банкам с самыми выгодными кредитными картами и программами рассрочек[20][21].
- Mortgage (2021—2023) даётся лучшим банкам на рынке ипотеки и за лучшие программы ипотечного кредитования[22][23].
- Small Business Loans (2021, 2023) — рейтинг банков и продуктов кредитования МСБ[24][25][26].
- Small Business Banking (2022) — лучший интернет-банк в обслуживании МСБ[27] (уровень цифровизации оценивается по чек-листу из примерно 200 параметров[28]).
- Auto Finance (2021) даётся лучшим банкам в сфере автофинансов и автокредитования[источник не указан 437 дней].
- Contact Centers (2022) вручается банкам с лучшими контакт-центрами[29][30].
- Payroll (2022) — рейтинг банков с самыми выгодными зарплатными проектами[31].
- Debit Cards (2023) — рейтинг банков с лучшими продуктам на рынке дебетовых карт[32].
- Invest & Insurance (2023) — рейтинг лучших игроков на розничном инвестиционном и инвестиционно-страховом рынке[33][34].

С 2020 года компания составляет рейтинг сервисов подписок на основе тарифных условий, их продуктового наполнения и стоимости.
Индивидуальные исследования включают начинающиеся тренды или непопулярные для аналитики сегменты. Например, в 2017 году Frank RG вместе с Mail.Ru Group изучили влияние психотипа клиента на его финансовое поведение. В основу классификации легла методика, основанная на типологии личности MBTI, а для построения модели определения психотипа использовались методы машинного обучения. В феврале 2021 года компания выпустила первое в России исследование, посвященное развитию в стране способа оплаты покупки равными частями BNPL (Buy Now Pay Later, «купи сейчас — плати потом»). Эксперты полагают, что BNPL можно считать новым типом транзакции, который больше похож на отложенный платёж, поскольку в основе оплаты лежит банковская карта.
А в 2023 команда Frank RG и Philin Philgood по запросу Sber Private Banking провела первое в России масштабное исследование профессиональной благотворительности в России и роли крупных филантропов в ней. Команда оценила объёмы пожертвований и выявила особенности в поведении крупных филантропов и массовых благотворителей с точки зрения среднего размера, периодичности и способа перевода и выявила векторы сотрудничества между владельцами частных капиталов, НКО и банками.
На конец 2023 года с компанией работало большинство российских крупных банков. Изначально компания предложила банкам делиться данными, чтобы уточнять публичную отчётность ЦБ и исправлять неточности, и со временем компания стала получать информацию почти от всех игроков.

## Frank Media

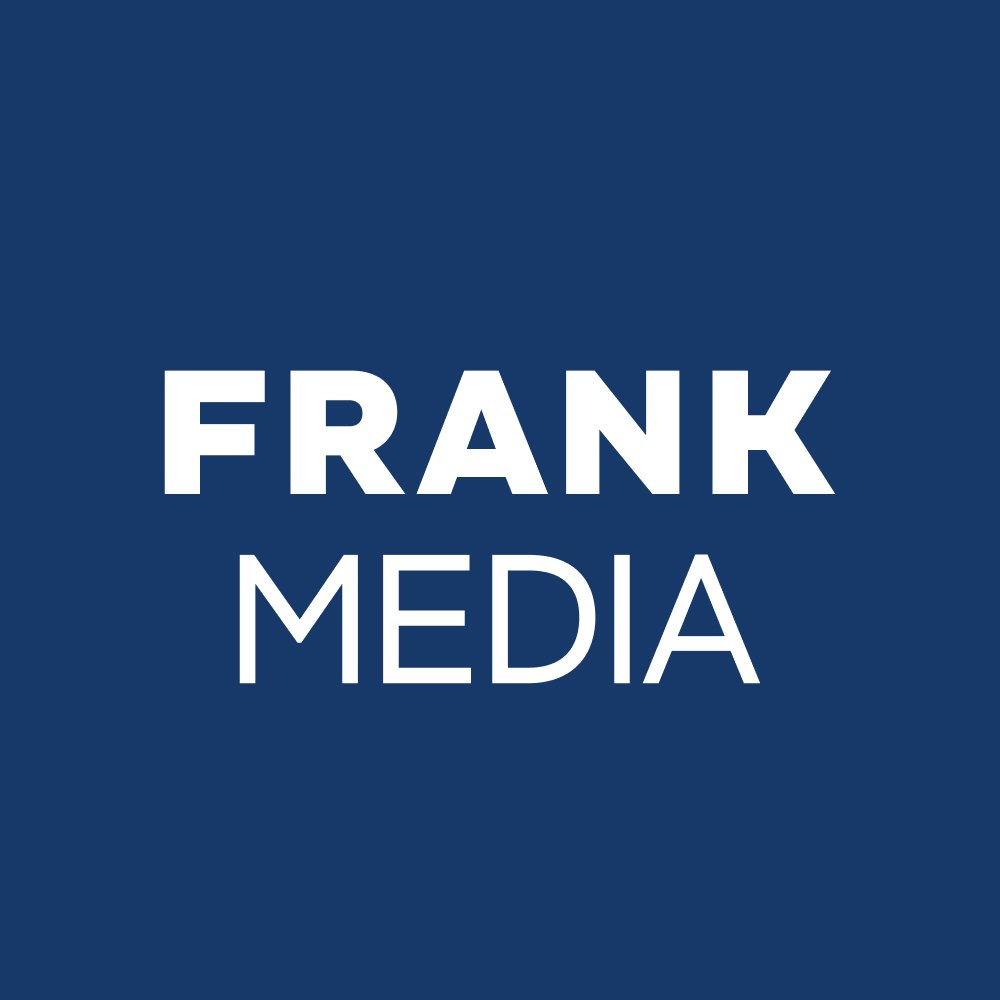
Логотип СМИ Frank Media

Отраслевое издание о финансах и экономики в России начиналось в 2018 году с аналитического медиа-портала на официальном сайте Frank RG.
Юрий Грибанов так описывал мотивацию создать бизнес-медиа: «Наши клиенты часто делились „болью“, что качество индустриального специализированного контента упало. Количество банковских медиа сократилось до одного лишь „Банковского обозрения“, остальные либо умерли, либо превратились в пустышки. Культовые бизнес-журналы 2000-х обмельчали. И это выглядело как открывшаяся ниша». Грибанов пригласил Елену Тофанюк, работавшую до этого в РБК и Forbes, чтобы она собрала независимую профессиональную редакцию. Под её руководством было запущено аналитическое медиа с информацией о банковском рынке в формате заметок, колонок, инфографики, карточек и видеороликов.
Со временем проект рос и дополнялся категориями. После ухода Тофанюк пост шеф-редактора занимала Татьяна Алешкина, в настоящий момент на этой должности находится Татьяна Воронова (экс-«Ведомости» и Reuters). В ноябре 2020 года Frank Media был зарегистрирован Роскомнадзором как СМИ (ЭЛ № ФС77-79371), а в апреле 2023 года получил собственный адрес и домен frankmedia.ru. По словам Грибанова, пик пользовательского интереса пришёлся на март 2022 года — более 500 тысяч читателей в месяц, а в начале 2023 года трафик стабилизировался на уровне 350+ тысяч. По версии Медиалогии, в начале 2023 года Frank Media занимало 2 место в рейтинге самых цитируемых СМИ финансовой отрасли.

## Признание
На 2023 год Frank RG входит в два российских рейтинга RAEX: топ-10 консалтинговых компаний по направлению стратегический консалтинг и топ-100 крупнейших консалтинговых групп и компаний.

## Примечание
1. 1 2 3  Карточка ООО «Фрэнк РГ». companies.rbc.ru. Дата обращения: 4 декабря 2023. Архивировано 29 декабря 2023 года.
2. 1 2  "Интернетно-мобильные войны". www.banki.ru. Дата обращения: 2014-18-10.
3. 1 2  Список крупнейших консалтинговых групп и компаний России (2023 год). raex-rr.com. Дата обращения: 29 ноября 2023. Архивировано 25 сентября 2023 года.
4. ↑  Qlik совместно с Frank Research Group выпустил приложение «Банковская аналитика» в помощь вкладчикам. CNews. Дата обращения: 28 ноября 2023. Архивировано 29 декабря 2023 года.
5. ↑  Axenix и Frank RG будут развивать консалтинговые проекты для банковской сферы. CNews. Дата обращения: 28 ноября 2023. Архивировано 29 декабря 2023 года.
6. ↑  Россияне набрали кредитов на рекордную за 10 лет сумму (рус.). Lenta.RU. Дата обращения: 28 ноября 2023. Архивировано 29 декабря 2023 года.
7. ↑  Крупнейшие банки РФ увеличили объем выдачи ипотеки на 70%. realty.interfax.ru. Дата обращения: 28 ноября 2023. Архивировано 29 декабря 2023 года.
8. ↑  Эксперты прогнозируют замедление темпов роста ипотечного портфеля в России в 2022 году. TACC. Дата обращения: 29 ноября 2023. Архивировано 29 декабря 2023 года.
9. ↑  Frank RG анонсировала свое первое исследование в сфере МСБ | Банковское обозрение. bosfera.ru. Дата обращения: 28 ноября 2023. Архивировано 29 декабря 2023 года.
10. ↑  BFM.ru. Автокредитование в России выросло в апреле на 566%. BFM.ru - деловой портал. Дата обращения: 28 ноября 2023. Архивировано 29 декабря 2023 года.
11. ↑  Объем переводов из Казахстана через «Юнистрим» упал в 10 раз. Коммерсантъ (2 октября 2023). Дата обращения: 29 ноября 2023. Архивировано 29 декабря 2023 года.
12. ↑  Программа лояльности «Бинбонус» для держателей карт Бинбанка вошла в топ-10 лучших по версии Frank Research Group. SIA.RU. Дата обращения: 28 ноября 2023. Архивировано 29 декабря 2023 года.
13. ↑  Frank Payments Market Award 2018. Frank RG. Дата обращения: 4 декабря 2023. Архивировано 29 декабря 2023 года.
14. ↑  Опубликован список победителей Frank Premium Banking Award 2022 | Банковское обозрение. bosfera.ru. Дата обращения: 28 ноября 2023. Архивировано 29 декабря 2023 года.
15. ↑  Frank RG признала Sberbank Private Banking самым надежным и эффективным private банком России. SIA.RU. Дата обращения: 28 ноября 2023. Архивировано 29 декабря 2023 года.
16. ↑  Банк ЗЕНИТ стал лауреатом премии Frank Private Banking Award. БИЗНЕС Online (16 марта 2023). Дата обращения: 28 ноября 2023. Архивировано 29 декабря 2023 года.
17. ↑  BFM.ru. Frank Premium Banking Award: Альфа-банк в шестой раз стал лучшим банком для премиальных клиентов. BFM.ru - деловой портал. Дата обращения: 28 ноября 2023. Архивировано 29 декабря 2023 года.
18. ↑  ПСБ получил награду Frank Premium Banking Award 2022 | Пресс-релизы на РБК+. РБК+ (3 ноября 2022). Дата обращения: 28 ноября 2023. Архивировано 29 декабря 2023 года.
19. ↑  Альфа-Банк в пятый раз стал лучшим банком для премиальных клиентов. SIA.RU. Дата обращения: 28 ноября 2023. Архивировано 29 декабря 2023 года.
20. ↑  Банк Уралсиб получил награду за самый динамичный рост портфеля кредитных карт. SIA.RU. Дата обращения: 28 ноября 2023. Архивировано 29 декабря 2023 года.
21. ↑  Рынок кредитных карт в 2023 году может превысить 3 трлн рублей. finansist-kras.ru. Дата обращения: 28 ноября 2023. Архивировано 29 декабря 2023 года.
22. ↑  Росбанк – победитель премии Frank mortgage Award 2021. SIA.RU. Дата обращения: 28 ноября 2023. Архивировано 29 декабря 2023 года.
23. ↑  |. Подведены итоги ежегодной премии Frank Mortgage Award 2022. bel.kp.ru -. Дата обращения: 29 ноября 2023. Архивировано 29 декабря 2023 года.
24. ↑  Назван лучший банк в кредитовании малого бизнеса по версии премии Frank Small Business Loans Award 2023. asninfo.ru. Дата обращения: 28 ноября 2023. Архивировано 29 декабря 2023 года.
25. ↑  МТС Банк стал лауреатом премии Frank Small Business Loans Award 2021 - ТАСС. TACC. Дата обращения: 29 ноября 2023. Архивировано 29 декабря 2023 года.
26. ↑  Сбербанк победил в премии Frank Small Business Loans Award 2023 (англ.). www.ng.ru. Дата обращения: 29 ноября 2023. Архивировано 19 ноября 2023 года.
27. ↑  Стрелкова, Мария. Лучшие банки для микробизнеса и малого бизнеса по версии Frank RG. Frank Media (22 ноября 2022). Дата обращения: 4 декабря 2023. Архивировано 29 декабря 2023 года.
28. ↑  Лучшие банки для удаленного открытия вкладов по версии Markswebb. РБК (11 марта 2015). Дата обращения: 29 ноября 2023. Архивировано 29 декабря 2023 года.
29. ↑  Frank RG: лучшие кол-центры у Росбанка, Банка Москвы и Альфа-Банка. Банки.ру. Дата обращения: 29 ноября 2023. Архивировано 1 февраля 2016 года.
30. ↑  Контактные центры Сбера признаны лучшими сразу в двух номинациях. SIA.RU. Дата обращения: 28 ноября 2023. Архивировано 29 декабря 2023 года.
31. ↑  Зарплатная карта Газпромбанка для премиальных клиентов стала лучшей по версии Frank RG. SIA.RU. Дата обращения: 28 ноября 2023. Архивировано 29 декабря 2023 года.
32. ↑  Frank Debit Cards Award 2023: МТС Банк – лидер рейтинга удобства клиентского пути оформления дебетовой карты. AKM.RU (20 сентября 2023). Дата обращения: 4 декабря 2023. Архивировано 29 декабря 2023 года.
33. ↑  УК ПСБ вошла в тройку лучших по версии Frank Invest & Insurance Award 2023. TACC. Дата обращения: 29 ноября 2023. Архивировано 29 декабря 2023 года.
34. ↑  Frank RG исследовала рынок розничных инвестиционных продуктов | Банковское обозрение. bosfera.ru. Дата обращения: 28 ноября 2023. Архивировано 29 декабря 2023 года.
35. ↑  Какая подписка самая выгодная? Аналитики сравнили предложения российских сервисов. Lenta.RU. Дата обращения: 28 ноября 2023. Архивировано 29 декабря 2023 года.
36. ↑  Mail.Ru Group и Frank RG исследовали влияние психотипа клиента на его финансовое поведение. CNews. Дата обращения: 28 ноября 2023. Архивировано 22 июля 2023 года.
37. ↑  BNPL: купить нельзя откладывать. Банковское обозрение (31 августа 2023). Дата обращения: 28 ноября 2023. Архивировано 29 декабря 2023 года.
38. ↑  BFM.ru. Аналитики Frank RG оценили российский рынок BNPL. BFM.ru - деловой портал. Дата обращения: 28 ноября 2023. Архивировано 29 декабря 2023 года.
39. ↑  Кейс Sber Private Banking: как провести исследование стейкхолдеров благотворительности. www.sostav.ru. Дата обращения: 28 ноября 2023. Архивировано 29 декабря 2023 года.
40. ↑  «Без доверия работать с чувствительными данными невозможно». www.kommersant.ru. Дата обращения: 14 декабря 2023. Архивировано 29 декабря 2023 года.
41. ↑  Марьина, Анастасия. Аналитическая Frank RG запустила собственное медиа о банковском бизнесе из-за «кризиса на рынке СМИ» | Rusbase. rb.ru (31 января 2019). Дата обращения: 29 ноября 2023. Архивировано 15 апреля 2023 года.
42. 1 2 3  Грибанов, Юрий. Как мы создавали Frank Media и почему решили перевести его на новый домен — Медиа на vc.ru. vc.ru (22 апреля 2023). Дата обращения: 28 ноября 2023. Архивировано 27 апреля 2023 года.
43. ↑  Frank RG запустила банковский аналитический медиа-портал | Банковское обозрение. bosfera.ru. Дата обращения: 28 ноября 2023. Архивировано 29 декабря 2023 года.
44. ↑  Media, Frank. Frank Media — это не Frank RG: финансовое медиа переезжает на новый сайт — Frank Media на vc.ru. vc.ru (21 апреля 2023). Дата обращения: 28 ноября 2023. Архивировано 29 декабря 2023 года.
45. ↑  Финансовые СМИ - II квартал 2023 | Медиалогия. Мониторинг соцсетей и СМИ – Медиалогия. Дата обращения: 29 ноября 2023. Архивировано 28 сентября 2023 года.
46. ↑  Консалтинговые компании и группы: стратегический консалтинг (2023 год). raex-rr.com. Дата обращения: 29 ноября 2023. Архивировано 29 декабря 2023 года.